# Meysse
Meysse település Franciaországban, Ardèche megyében. Lakosainak száma 1380 fő (2022. január 1.). Meysse Cruas, Rochemaure, Saint-Martin-sur-Lavezon, Saint-Vincent-de-Barrès, La Coucourde és Savasse községekkel határos.

## Népesség
A település népességének változása:
| Lakosok száma | 679  | 708  | 914  | 1284 | 1335 | 1304 | 1319 | 1345 | 1372 | 1380 |
|               | 1968 | 1982 | 1990 | 2006 | 2013 | 2015 | 2017 | 2019 | 2020 | 2022 |